# Olari, Arad
Olari (în maghiară Fazekasvarsánd) este satul de reședință al comunei cu același nume din județul Arad, Crișana, România.

## Așezare
Localitatea Olari este situată în Câmpia Aradului, pe Canalul Morilor, pe malul stâng al Crișului Alb, la o distanță de 35 km față de municipiul Arad.

## Istoric
Prima atestare documentară a localității Olari datează din anul 1746. 
O alta atestare documentară a localității Olari (Vârșandu Vechi) datează din anul 1550,fiind înregistrată în arhivele comitatului Zărandului
sub numele de Fazekas Versany ,(fazekas-olar magh.)
În anul 1792 au fost colonizați aici unguri de peste Dunăre formându-se astfel Vârșandu Nou, lângă Fazekas Versand (Vârșandu Vechi)
locuit de români.

## Economie
Economia este una predominant agrară, axată pe cultura cerealelor, a plantelor tehnice și pe cultura legumelor.

## Turism
Situat într-o zonă de șes, localitatea nu deține elemente spectaculoase de mare atracție pentru turiști. Totuși, prin eforturi
susținute, punerea în valoare a izvoarelor termale, izvoare cu proprietăți curative, ar putea face din
satul Olari un areal atractiv din punct de vedere turistic.